# Сахул

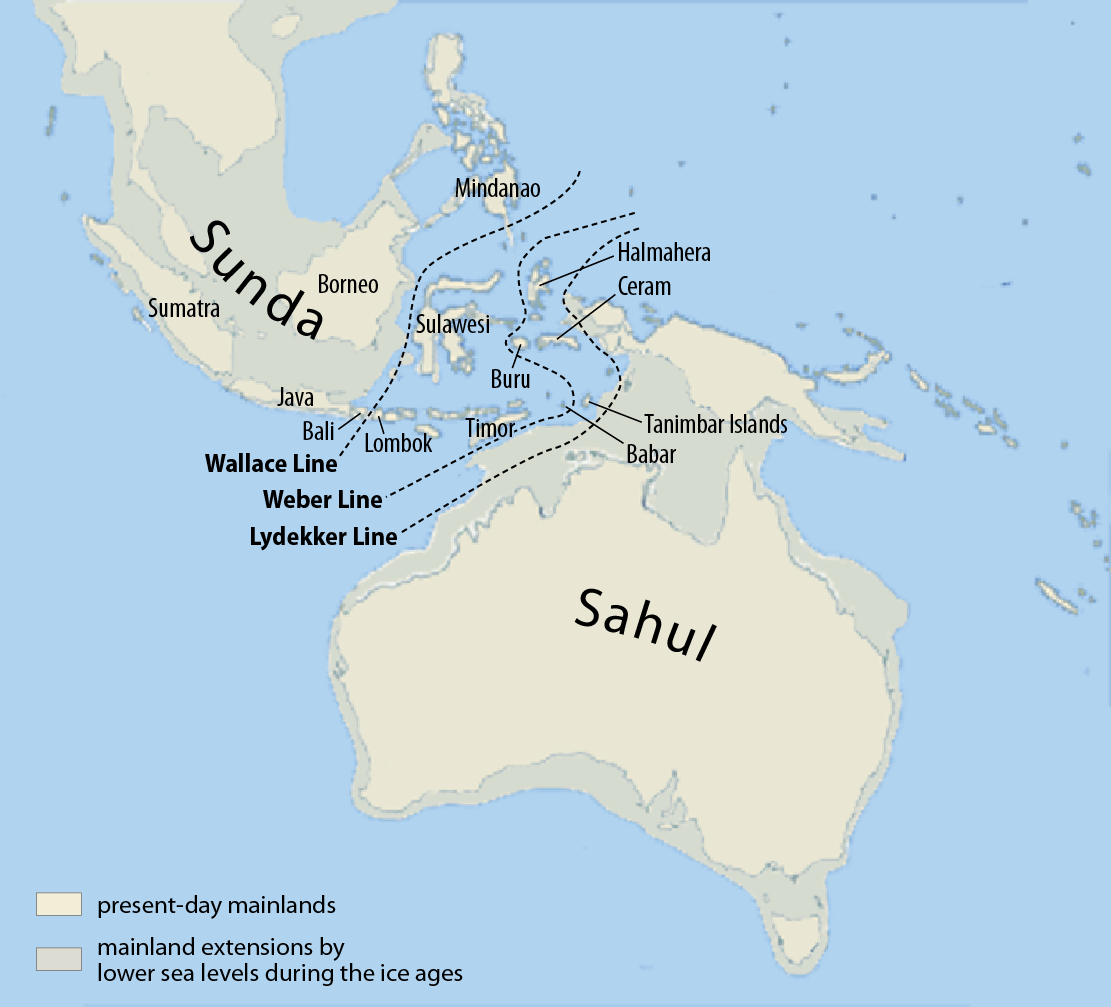
Территория протоматерика Сахул (будущая Австралия) и Сундаланд во время последнего ледникового максимума, когда уровень моря был на 150 м ниже нынешнего. Несмотря на это, перед мигрантами даже в то время имелась значительная водная преграда

Сахул — доисторический материк. Предполагается, что он образовался 98 миллионов лет назад, оторвавшись от древнего суперконтинента Гондваны и существовал изолированно до конца последнего ледникового максимума (18 000 лет назад), сформировав уникальную экосистему. Первоначально он объединял нынешние Антарктиду, Австралию, Новую Гвинею и Тасманию.
Примерно 40 миллионов лет назад от Сахула отделилась Антарктида, но Австралия и Новая Гвинея оставались связанными сухопутным мостом на месте Торресова пролива и части Арафурского моря из-за более низкого уровня моря, чем современный.
Человек появился на территории материка примерно 55,6 тысяч лет назад и стал причиной массового вымирания его мегафауны. По мнению учёных, расселение людей привело к исчезновению на континенте не менее чем 16 родов живых существ, например, Genyornis newtoni, сумчатых львов и дипротодонов.
Ныне затопленный северо-западный континентальный шельф соединял Кимберли и западную часть Арнемленда и имел площадь почти 390 000 км². В регионе было внутреннее море Малита (Malita), которое существовало 10 000 лет (27 000 — 17 000 л. н.) и имело площадь поверхности более 18 000 км². Около 18 000 лет назад закончился последний ледниковый период. Последующее потепление привело к повышению уровня моря и затоплению огромных территорий континентов мира. Этот процесс расколол суперконтинент Сахул на Новую Гвинею и Австралию и отрезал Тасманию от материка.